# Laugna
Laugna è un comune tedesco di 1 554 abitanti, situato nel land della Baviera.